# William Harris
William H. Harris (1860, Enniskillen - † 1920, Kansas City) va ser un botànic i recol·lector de plantes irlandès.

## Biografia
Va tenir un entrenament curt com a jardiner a Liverpool, el juny de 1879 va anar al Reial Jardí Botànic de Kew per estudiar botànica i horticultura. Amb prou feines dos anys després, el 1881, va ser enviat a Jamaica per treballar com superintendent del departament botànic de Jamaica. Allí va ser el responsable de la gestió de diversos jardins: Kings House jardins i terrenys (1881-1884), Botanic Gardens Castleton (1884-1887), Hope Gardens (1887-1891), Chichona Hill Gardens i Plantacions (1891-1900).
Des de 1884 Harris va realitzar nombrosos viatges de recol·lecció a Jamaica i va descobrir una sèrie de noves espècies, que solen estar descrites juntament amb Nathaniel Lord Britton. Entre les primeres descripcions estan per exemple les dues espècies de cactus Opuntia jamaicensis i Rhipsalis jamaicensis.
En reconeixement dels seus serveis el 1899 va ser reconegut com a membre de la Societat Linneana de Londres.
De 1908 a 1917 va ser superintendent de jardins públics i plantacions de Jamaica. El 1917, va ser "Botànic del Govern", i a l'abril de 1920 va ser nomenat director adjunt d'agricultura.
El setembre del 1920, va haver de sortir per primera vegada de Jamaica, per tractar-se una inflamació de l'esòfag. Harris mor l'11 d'octubre de 1920 a la casa del seu fill a Kansas City.

## Escrits
- List of orchids grown in the Public Gardens, Jamaica. 1896

## Honors

### Epònims
Nathaniel Lord Britton va nomenar en el seu honor el gènere Harrisia de la família de plantes de cactus (Cactaceae).

També el gènere Harrisella Fawc. & Rendle de la família de les orquídies (Orchidaceae) va ser nomenat per ell.